# 炒作房地產
房地產炒賣，又作炒房、炒地、炒地皮、炒作土地（臺灣用詞）、炒樓（港澳唸法）、炒作房價等，是地產市場的交易活動之一，炒房與一般的物業投資不同，炒家很少注重長期投資回報率，他們主要透過頻密的交易，買賣房地產投資組合獲取大額利潤。此外，炒家亦能通過買賣樓花，或通過臨時買賣合約獲利。由於炒房交易頻密的特性，炒房在很多時會被認為是投機行為的一種，雖則樓市的走向並不完全隨機。炒家的融資方法包括銀行長還款期貸款、短還款期信用貸款等。
為避免房產市場泡沫的形成，政府會通過房產稅、奢侈稅等政策，令被過度炒作的房產市場適度降温。有些政府甚至會視炒房為刑事罪行，例如炒房在德國最重會被判處三年有期徒刑。

## 房市泡沫
美國和日本都發生過房市泡沫，房市泡沫跟過度的房屋貸款有關係，美國的次貸危機，短時間內讓全國的房市貸款提高，次級貸款促進更多的人民去貸款買房子，國家房市貸款越多，越容易產生房市泡沫。

## 各地情況

### 香港
香港的房價自2010年以來已經上漲了60%。2013年9月，全球房地产指南9月发布，房地产价格第二季度普遍上涨，香港（13.7%）。香港著名的房地产炒家被行家稱為「摸王」。

### 臺灣

#### 現況
台灣因為資源往政經中心所在的臺北都會區集中（尤其是首都所在的臺北市），導致區域內房價飆漲。
又政府本以遺產稅降低、改善兩岸關係及簽訂ECFA等政策後可吸引資金來台投資、掀台商鮭魚返鄉潮，以帶動經濟發展，但失業率下降、高薪階級收入上漲的同時，台商的回流資金一部分卻投機在炒作房價，因為外資來台投資需經投審會審核與批准，台商返台投資資金可自行運用，因此台商多回來買房買地，不是蓋廠投資，反害台灣一般人買不起品質合理的房屋，成為民怨之首，因此以加重課徵特種銷售稅期待能抑制投機行為，但毫無效果。立委費鴻泰就痛批有些台商卻是披著鮭魚皮的「鯊魚」；財政部長張盛和也暗批涉及2013年台灣食用油造假事件的頂新魏家在炒房，如頂新新燕案土地變更事件。台灣景氣衰退、房價繼續攀升的同時，政府反而繼續開放財團炒作不動產，並研修「543條款」，解禁陸資投資房地產。
多數年輕人，為了存錢買房、甚至貸款，排擠了一些多餘的消費、生活、教育、生育等費用支出，被台灣媒體稱為無殼蝸牛、對前程沒有希望的窮忙族。據媒體引述稱，5成年輕人不成家，結婚、生育率也因此降低。也逼迫中產階級迫移往交通不便捷、開發未完善的偏遠區域居住，造成交通碳等環保問題。
高房價能美化經濟數字。2014年8月，中華民國行政院主計總處公布的每人國富淨額從民國100年632萬到101年增加為665萬。近5年的國富淨額統計，一路往上成長，7成是因為房價上漲；學者指出從國富淨額來表示台灣民眾很富有，卻只是數字美化，民眾無感。

#### 政府對策
- 奢侈稅（已實行，但成效不彰）
- 一人一屋課「國土稅」遏止炒房[20]。
- 房地合一稅
- 降低租金，如柯文哲在美河市、台北橋站聯開宅所為，但會遭受原住戶抗議[21][22]。

### 中國大陸
2013年9月，全球房地产指南9月发布，房地产价格第二季度普遍上涨，北京涨幅破10%紧随全球第四位。习近平出任中共中央总书记后着手处理中国大陆房地产业问题，推出“房子是用来住的，不是用来炒的”政策，结果造成中国房地产危机，影响经济发展。

### 德国
5年内以个人名义卖出的房地产数量超过3个，则面临收回之前所有交易时被免除的个人所得税的惩罚。

### 澳紐
中國投資者幾乎搶購了悉尼四分之一的新房，預計到2020年此類消費即將翻番。

### 其他
2013年9月，全球房地产指南9月发布，房地产价格第二季度普遍上涨，迪拜上涨17.99%，升幅最高。

## 相關
- 日本房市泡沫
- 投資